# Der Brunnen von Bachtschissaraj (Puschkin)
Der Brunnen von Bachtschissarai ist ein romantisches Gedicht von Alexander Puschkin, das dieser 1824 veröffentlichte.

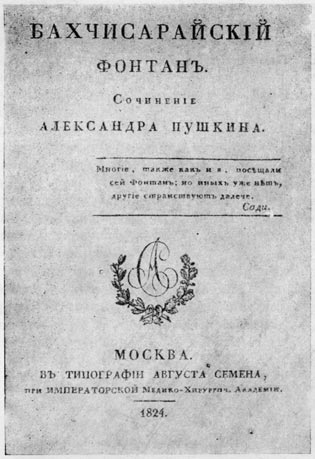
Erstausgabe 1824

## Entstehungsgeschichte
Als der junge Puschkin aufgrund zu liberaler Gedichte vom zaristischen Regime in den Süden des Russischen Reiches verbannt wurde, besuchte er am 7. September 1820 anlässlich eines Krimbesuchs mit der Familie von General Nikolai Rajewskij die krimtatarische Stadt Bachtschissaraj. Im Palast des Krim-Khans betrachtete er den schon damals berühmten Tränenbrunnen (russ. Фонтан слёз), den Khan Qırım Giray (1717–1769) 1764 zum Gedenken an eine seiner verstorbenen christlichen Odalisken errichtet hatte. Im Frühjahr 1821 begann Puschkin mit dem Verfassen des Gedichtes, das er 1823 vollendete und 1824 in Moskau druckte. Das Gedicht zählt zu seinen Jugendgedichten und ist stark von Byron inspiriert.

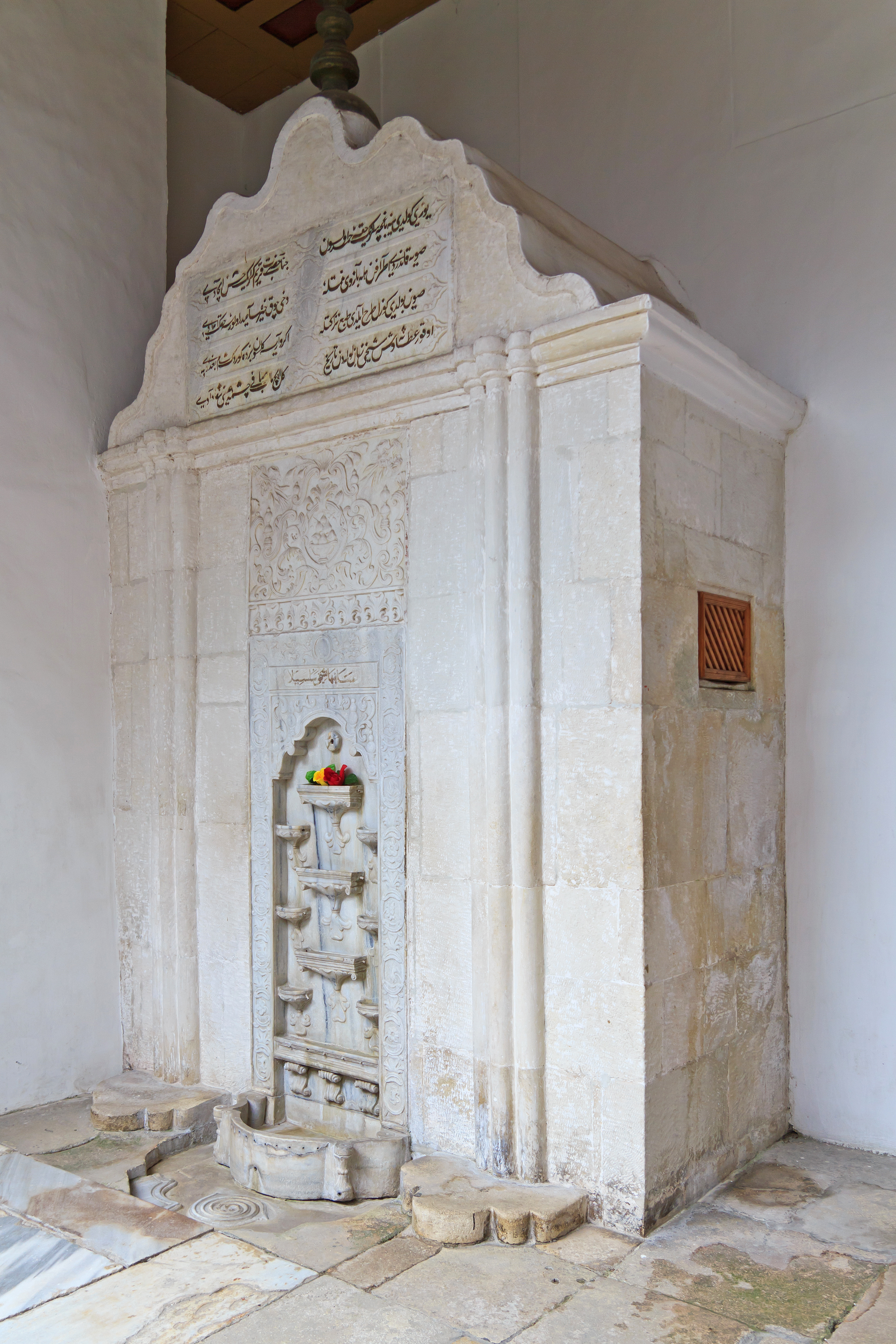
Tränenbrunnen von Bachtschissaraj

## Inhalt
Maria, aus Polen stammende Adlige, befindet sich im Harem des Khan Giray, ist traurig und widersetzt sich den Zuwendungen ihres Herrn, der wahnsinnig in sie verliebt ist. Eine andere, georgische Haremsdame, Zarema, ist auf Maria eifersüchtig, bedroht sie mit dem Tod. Auf mysteriöse Weise stirbt Maria, die Eunuchen ertränken Zarema. Aus Trauer errichtet daraufhin Khan Giray den Tränenbrunnen. Vor allem aber nährt der Kummer des „finsteren“ Khans seine Lust zu neuen Feldzügen.

## Nachwirken
Mehrere Verfilmungen entstanden nach Motiven des Gedichtes. Außerdem wurde nach der georgischen Odaliske der 1924 entdeckte Asteroid (1012) Sarema benannt.

## Erstausgabe und deutsche Übersetzung
- Der Brunnen von Bachtschissaraj (Бахчисарайский фонтан). Moskau 1824
- Der Springquell von Bachtschißaraï Friedrich Bodenstedt’s Gesammelte Schriften. Vierter Band. Russische Dichter. I. Alexander Puschkin. Erster Band. Berlin 1866, 123–145.

## Verfilmungen, Opern und Ballett
- 1909–1910 Jakow Alexandrowitsch Protasanow – Der Brunnen von Bachtschissaraj (Stummfilm, nicht erhalten)
- 1893–1895 Alexander von Zemlinsky / Arnold Schönberg, Sarema (Oper)
- 1911 Alexander Alexandrowitsch Iljinski, Der Brunnen von Bachtschissaraj (Oper in 4 Akten)
- 1934 Boris Wladimirowitsch Assafjew, Der Brunnen von Bachtschissaraj (Ballett)